# 泰谢尼
泰谢尼，是匈牙利巴兰尼亚州所辖的一个村。总面积12.08平方公里，总人口321，人口密度26.6人/平方公里（2011年1月1日）。